# Puntas de Maciel
Puntas de Maciel és una entitat de població de l'Uruguai, ubicada al nord-oest del departament de Florida. Té una població aproximada de 100 habitants, segons les dades del cens del 2004.
Es troba a 120 metres sobre el nivell del mar.